# Turn Back (Toto)
| Recensione | Giudizio |
| ---------- | -------- |
| AllMusic   |          |

Turn Back è il terzo album in studio del gruppo musicale statunitense Toto, pubblicato nel gennaio del 1981 dalla Columbia Records. L'album si rivelò un clamoroso insuccesso commerciale, non riuscendo a piazzare alcun singolo nella principale classifica statunitense, la Billboard Hot 100. Tuttavia ha ottenuto un buon riscontro in Giappone e ha venduto all'incirca 900 000 copie globalmente.

## Riscontro di critica e pubblico
Il portale AllMusic ha sottolineato come in questo disco risulti evidente l'incapacità del gruppo di amalgamare le abilità dei musicisti in un singolo sound. Ancora oggi è considerato come il maggior passo falso nella carriera del gruppo. Tale insuccesso portò addirittura i Toto a rischiare la rescissione del contratto con la Columbia Records. Tuttavia l'anno successivo verrà pubblicato Toto IV, che si rivelerà il maggior successo del gruppo e salverà la posizione contrattuale della band.

## Tracce
1. Gift with a Golden Gun (D. Paich, B. Kimball) – Voce: Bobby Kimball – 4:00
2. English Eyes (D. Paich, B. Kimball, J. Porcaro, S. Porcaro) – Voce: Bobby Kimball – 6:11
3. Live for Today (S. Lukather) – Voce: Steve Lukather – 4:00
4. A Million Miles Away (D. Paich) – Voce: Bobby Kimball – 4:26
5. Goodbye Elenore (D. Paich) – Voce: Bobby Kimball – 4:52
6. I Think I Could Stand You Forever (D. Paich) – Voce: Steve Lukather – 5:25
7. Turn Back (B. Kimball, S. Lukather) – Voce: Bobby Kimball – 3:58
8. If It's the Last Night (D. Paich) – Voce: Steve Lukather – 4:28

### Gift with a Golden Gun
Un brano che per lo stile ricorda pezzi veloci dei Queen come Don't Stop Me Now, fu eseguito dal vivo durante il Turn Back World Tour e il Toto IV World Tour, per poi ritornare in scaletta nel tour del venticinquesimo anniversario.

### English Eyes
Brano complesso, caratterizzato da una parte centrale in cui Steve Lukather e David Paich duettano, per poi sfociare nella strofa tramite uno stacco di batteria di Jeff Porcaro, tra i più complessi registrati dal batterista, e un acuto di Bobby Kimball. Il brano fu eseguito con frequenza dal Turn Back World Tour fino all'Isolation World Tour. Tornato in scaletta nel Planet Earth Tour del 1990, caratterizzava un grande momento negli show di quel tour, anche se eseguito direttamente dalla parte centrale. Sempre eseguito dalla parte centrale venne poi utilizzato nei medley del tour del venticinquesimo anniversario.

### Live for Today
Terzo singolo estratto dall'album, cantato da Lukather. La canzone segue la scia hard rock unita al sound AOR che in quegli anni faceva molto successo. Il brano fu eseguito solo durante il Toto IV World Tour e raramente da Lukather in versione solista.

### A Million Miles Away
Il brano più soft rock dell'album, oltre che quello più eseguito nei successivi tour, fu infatti suonato nel Turn Back World Tour e nel Toto IV World Tour, ma anche durante il Tambu World Tour (1995 - 1996), e in occasione del Reunion 99 World Tour e il successivo Summer Tour (1999 - 2000). Durante il Tambu World Tour il brano venne cantato da Lukather anziché dai coristi.

### Goodbye Elenore
Primo singolo estratto dall'album, non ebbe il successo sperato. Il brano fu eseguito nel Turn Back World Tour e nel Toto IV World Tour. Ritornò in scaletta durante il tour del venticinquesimo anniversario sotto forma di medley insieme a Girl Goodbye, Child's Anthem e I'll Supply the Love.

### I Think I Could Stand You Forever
Brano cantato da Lukather e scritto da Paich, si tratta di un pezzo che dalla strofa, che approccia ad una ballad, sfocia successivamente in un pesante ritmo hard rock durante il ritornello. Il brano non è mai stato eseguito dal vivo dalla band.

### Turn Back
Brano in cui prevalgono atmosfere molto cupe, come è anche possibile notare dal testo. Fu utilizzato come lato B di due dei tre singoli estratti dall'album, e nonostante è stato più volte inserito in varie raccolte della band, non è mai stato eseguito live dal gruppo.

### If It's the Last Night
Secondo singolo estratto dall'album, anche questo non fu un buon successo commerciale. Si tratta di un brano principalmente acustico cantato da Lukather. Fu eseguito dal vivo esclusivamente in versione acustica e solo nel Kingdom of Desire World Tour del 1992.

## Formazione

### Toto
- Bobby Kimball – voce
- Steve Lukather – chitarra, voce
- David Hungate – basso
- Jeff Porcaro – batteria, percussioni
- David Paich – tastiere, voce
- Steve Porcaro – tastiere, voce

### Altri musicisti
- Joe Porcaro – percussioni aggiuntive in If It's the Last Night